# Real Sociedad Colombina Onubense

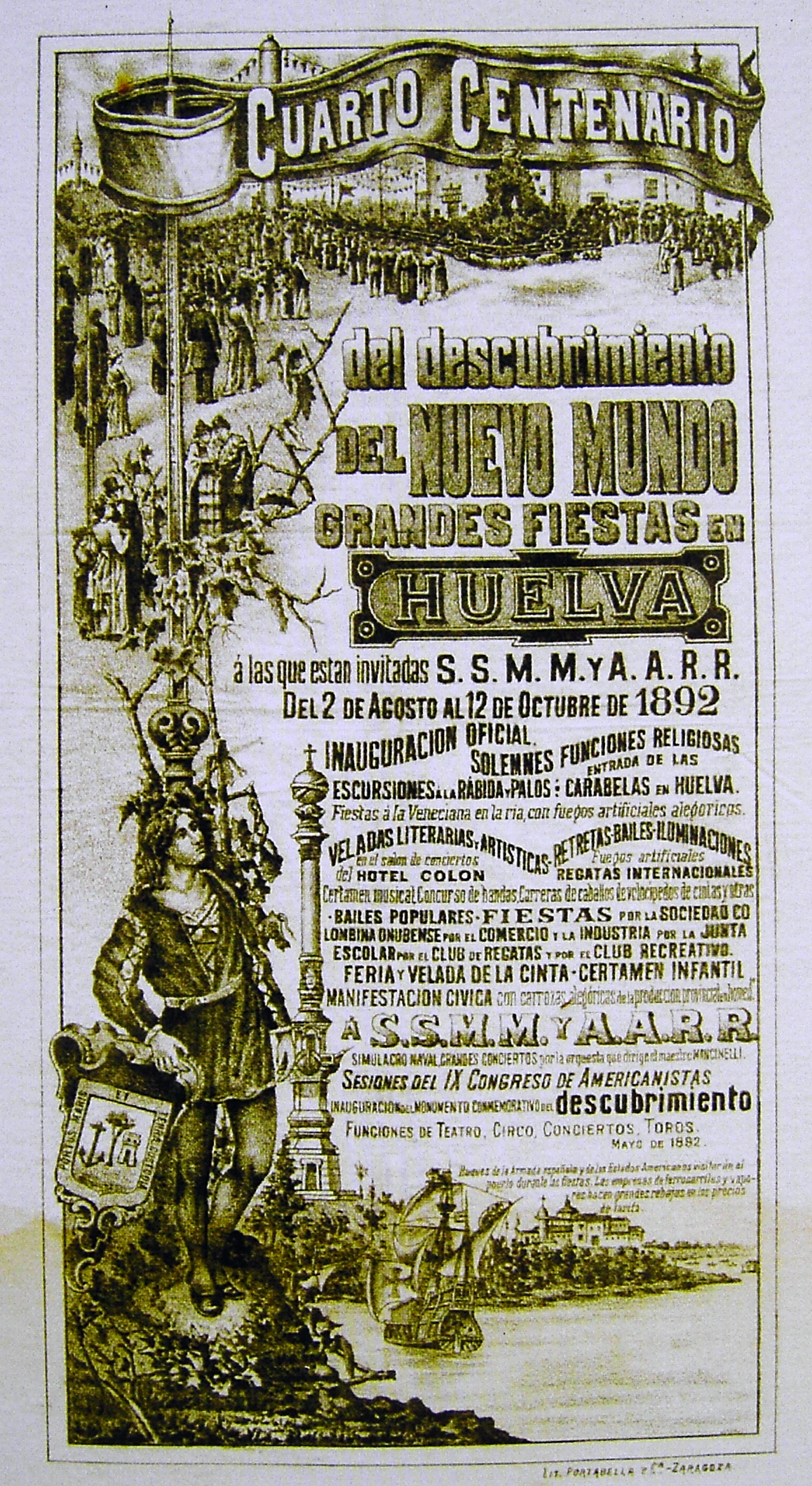
Cartel anunciador Fiestas Colombinas de 1892, en las que la Real Sociedad Colombina Onubense colaboró (Archivo Municipal de Huelva, Fondo Días Hachero.).

La Real Sociedad Colombina Onubense es una asociación creada para actualizar la memoria del Descubrimiento de América y su importante relación con algunas localidades de la Provincia de Huelva (España). Se autodefine como Sociedad meramente cultural y apolítica. La actual presidencia está a cargo de D. Eugenio Toro, tiene como presidente honorífico al descendiente directo de Cristóbal Colón y Duque de Veragua a Cristóbal Colón de Carvajal.

## Historia
Con la vuelta de la Monarquía en el año 1887, en la persona de Alfonso XII, Antonio Cánovas del Castillo pretende recuperar el prestigio internacional de España, afianzando la Monarquía y proyectándola al exterior, por lo que plantéa la 
Celebración del IV Centenario del Descubrimiento de América, sirviéndose para ello de la prensa escrita. En Huelva, hubo un importante auge de asociaciones de todo tipo y un cambio de mentalidad popular como consecuencia del crecimiento económico y el fuerte desarrollo de la prensa escrita en la provincia. Esto propició un creciente interés por la recuperación histórica de la participación activa de los Lugares colombinos en la preparación y desarrollo del Descubrimiento de América, que hasta ese momento había sido totalmente olvidada. La prensa de Huelva publicó múltiples artículos, pero fue la disputa entre los periódicos "El Correo de Huelva" y "La Provincia", la que motivó que, el 1 de marzo de 1880, el director de El Correo (Braulio Santamaría) decidiera impulsar la creación de la inicialmente denominada “Sociedad Colombina Onubense”, convirtiéndose en el socio-fundador de la misma.
Fue fundada el 21 de marzo de 1880,  a raíz de las cercanas Celebración del IV Centenario del Descubrimiento de América, cuando un grupo de intelectuales provinciales decidieron su creación como forma de promover el hecho colombino y su relación con una tierra que había visto partir y regresar la expedición comandada por Cristóbal Colón en 1492. Así, sus objetivos principales eran poner en valor lugares como el Monasterio de La Rábida, Palos de la Frontera, Moguer, Huelva… y reclamar internacionalmente el lugar que según ellos merecía la provincia. La primera sesión se celebró el 21 de marzo en el salón de actos de la Diputación Provincial de Huelva aunque tomando como sede espiritual el cercano Monasterio de La Rábida de Palos de la Frontera. Su preámbulo hacía referencia al objetivo de “conmemorar el aniversario de la salida de Colón al descubrimiento del Nuevo Mundo”. Para pertenecer a ella, los nuevos socios debían seguir los pensamientos impulsados por la sociedad y pagar una cuota de 5 pesetas. Antonio Fernández García fue su primer presidente, el duque de Veragua el presidente Honorífico, Horacio Bel Román y José Iñiguez Hernández-Pinzón vicepresidentes. 

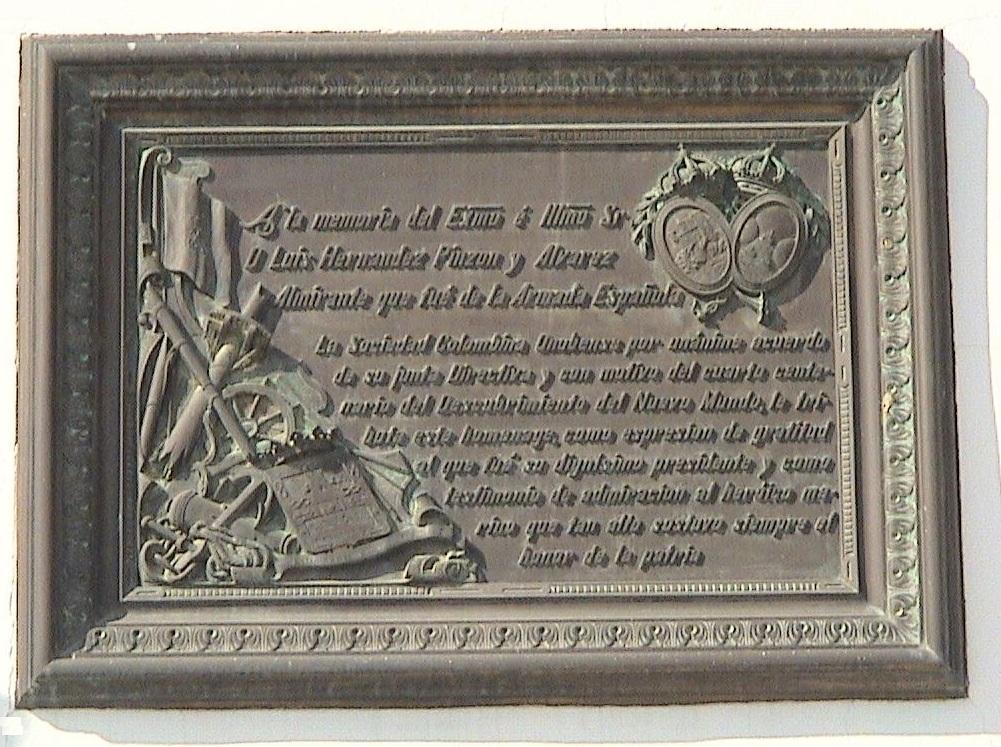
Placa homenaje de la Sociedad Colombina Onubense en la Casa de la Familia Hernández-Pinzón en Moguer.

Sus primeras actividades estuvieron encaminadas a la celebración del IV Centenario que tuvo su momento culminante durante los meses de agosto a septiembre del año 1892. Los actos desarrolladas en Huelva fueron grandes, y asistió a ella todo el Gobierno de la nación y S.M. la Reina doña María Cristina. El Almirante Luis Hernández-Pinzón Álvarez, descendiente de los Pinzón, fue socio fundador y presidente, participando activamente en la organización de los actos conmemorativos, logrando que asistieran buques de muy diversos países. La Sociedad Colombina le homenajeó con el develado de una placa en homenaje póstumo, entre las actividades celebradas en el IV Centenario.
A lo largo de más de un siglo de existencia ha sido reconocida en diversas ocasiones. Así, el rey Alfonso XII le concedió el título de “Real”, título reconocido por sus sucesores Alfonso XII y Juan Carlos I y ha venido celebrando anualmente importantes actos de carácter colombino e iberoamericano. Asimismo son Socios de Honor, la mayoría de los jefes de Estado de Iberoamérica. Además está en posesión de numerosas condecoraciones de países americanos y de cruces e insignias españolas, como la Cruz Al Mérito Naval de la Armada Española, la Medalla de Oro de la Provincia de Huelva y la Cruz al Mérito de la Guardia Civil. 
En la actualidad sigue siendo la representante de la Provincia de Huelva en sus relaciones con las naciones iberoamericanas y sus embajadas, universidades, centros de investigación y estudios históricos, academias y oficinas de turismo. Además mantiene correspondencia con todos los centros diplomáticos y universitarios, así como con los particulares que se interesan por este tema. También colabora en campañas benéficas y de solidaridad en favor de los países americanos. La Sociedad tiene delegados en varios países iberoamericanos y organiza ciclos de Conferencias de temas náuticos, de Historia del Descubrimiento y sobre el periodo de desarrollo americano.

## Presidentes
- Antonio Fernández García (1880)[1]
- Manuel Vázquez López (1883)[4]
- José Rodríguez (1885)[5]
- Luis Hernández-Pinzón Álvarez (1887)[6]
- Guillermo Sundheim Giese (1891)[7]
- José Sánchez Mora (1891)
- Pedro García Jalón (1892)[8]
- José Bellido Montesinos
- Emilio Cano Cáceres (1893)[9]
- Luis Bayo Hernández-Pinzón
- Emilio Hernández Quesada (1898)[10]
- José Marchena Colombo (1906)
- Pedro García Perelló
- Antonio García Ramos Vázquez
- Manuel Salas
- Enrique López Márquez
- Francisco Zorrero Bolaños
- Jaime Madruga Martín
- Felipe Martínez de Acuña
- Manuel Eugenio Romero
- Emiliano Sanz Esalera
- José María Segovia Azcárate (1986)[11]
- Eugenio Toro Sánchez (2022-11-09)[12]